# Delia flavibasis
Delia flavibasis este o specie de muște din genul Delia, familia Anthomyiidae. A fost descrisă pentru prima dată de Stein în anul 1903. Conform Catalogue of Life specia Delia flavibasis nu are subspecii cunoscute.